# Tmarus berlandi
Tmarus berlandi är en spindelart som beskrevs av Roger de Lessert 1928. Tmarus berlandi ingår i släktet Tmarus och familjen krabbspindlar.
Artens utbredningsområde är Kongo. Inga underarter finns listade i Catalogue of Life.